# فريدا إسكوبيدو
فريدا اسكوبيدو (بالإنجليزية: Frida Escobedo)‏ (من مواليد 1979 في مدينة مكسيكو) وهي مهندسة معمارية مكسيكية. في عام 2018، أصبحت أصغر مهندسة معمارية تعمل في معارض سربنتين. تشمل أعمالها المعمارية مشاريع مثل: الفناء في لا تليرا في كويرنافاكا، والمتحف البيئي التجريبي في مدينة مكسيكو ومتحف فكتوريا وألبرت في لندن.

## حياتها
درست فريدا اسكوبيدو العمارة في جامعة الأيبيرية الأمريكية وحصلت على درجة الماجستير في الفن والتصميم والمجال العام في كلية الدراسات العليا للتصميم في جامعة هارفارد. منذ عام 2007، قامت بالتدريس في جامعة الأيبيرية الأمريكية. شاركت في كلية التصميم بجامعة هارفارد وكلية بوسطن المعمارية ومعهد مونتيري للتكنولوجيا والتعليم العالي في المكسيك.

## استوديو Perro Rojo
في عام 2003 أسّست استوديو "Perro Rojo" مع أليخاندرو ألاركون الذي يعد واحدًا من أكثر الأعمال شهرة في «البيت الأسود»، والذي صُمم بحرية كاملة للشخص الذي يرغب في العيش محاطًا بالطبيعة. تم تثبيت هيكل الكتلة على أربعة أنابيب ورفعها فوق الأرض، وتقع الغرف داخل هذا المبنى. تم الانتهاء من التصميم مع نافذة كبيرة لخلق رؤية كاملة لمدينة المكسيك.

## أعمالها
- 2003 - البيت الأسود (بالتعاون مع أليخاندرو ألاركون)، مدينة مكسيكو
- 2006 - ترميم فندق بوكا تشيكا (بالتعاون مع خوسيه روخاس)، أكابولكو، المكسيك
- 2008 - مشروع أوردوس
- 2010 - جناح في متحف «ايكو التجريبي»، مدينة مكسيكو.
- 2012 - ترميم ورشة "La Tallera" في كويرنافاكا.
- 2013 - ساحة سيفيك، لشبونة.
- 2015 - العمل في متحف فكتوريا وألبرت.

## جوائز
- 2004 - منحة المبدعين الشباب من الصندوق الوطني للثقافة والفنون، المكسيك
- 2009 - الفائزة في منتدى المهندسين المعماريين للشباب، وهو جزء من الجمعية المعمارية في نيويورك.
- 2010 - منحة مارسيلو زامبرانو
- 2013 - رشحت لجائزة قوس الرؤية للنساء
- 2012 - تم عرض أعمالها في بينالي فينيسيا للهندسة المعمارية، في مركز ميشن الثقافي للفنون اللاتينية في سان فرانسيسكو.
- 2012 - وصلت للتصفيات النهائية لبرنامج رولكس مينتورومبادرة «الفن المحمي».
- 2016 - جائزة العمارة الناشئة من أركيتكتشرال ريفيو[7]

## وصلات خارجية
- Interview with Scraper Magazine